# Reprezentacja Izraela w rugby union mężczyzn
Reprezentacja Izraela w rugby  jest drużyną reprezentującą Izrael w międzynarodowych turniejach. Drużyna występuje w Europejskiej 2C dywizji.

## Puchar Świata w Rugby
- 1987-2011: nie zakwalifikowała się